# Милијарде (ТВ серија)
Милијарде (енгл. Billions) америчка је телевизијска серија коју су створили Брајан Копелман, Дејвид Левијен и Ендру Рос Соркин за Showtime. Премијера седме и последње сезоне заказана је за 11. август 2023. године.
Прва је америчка ТВ серија која је приказала небинарног лика (Тејлор Мејсон), те је више пута била номинована за Медијску награду ГЛААД због представљања ЛГБТ+ заједнице.

## Радња
Неминован је судар интереса лукавог и промућурног државног ттужиоца Чака Роудса и амбициозног краља инвестиционих фондова Бобија Акселорда, а сваки од њих користи сву своју памет, моћ и утицај да надмудри оног другог.

## Улоге
| Глумац           | Улога          |
| ---------------- | -------------- |
| Пол Џијамати     | Чак Роудс      |
| Дејмијан Луис    | Боби Акселорд  |
| Меги Сиф         | Венди Роудс    |
| Малин Окерман    | Лара Акселорд  |
| Тоби Леонард Мур | Брајан Конерти |
| Дејвид Костабил  | Мајк Вагнер    |
| Кондола Рашад    | Кејт Сакер     |
| Ејжа Кејт Дилон  | Тејлор Мејсон  |
| Џефри Деман      | Чарлс Роудс    |
| Кели Окојн       | Бил Стерн      |
| Кори Стол        | Мајкл Прајс    |
| Данијел Брикер   | Скутер Данбар  |
| Сакина Џафри     | Дејв Махар     |

## Епизоде
| Сезона | Сезона | Епизоде | Епизоде            | Оригинално емитовање | Оригинално емитовање |
| Сезона | Сезона | Епизоде | Епизоде            | Премијера            | Финале               |
| ------ | ------ | ------- | ------------------ | -------------------- | -------------------- |
|        | 1.     | 12      | 12                 | 17. јануар 2016.     | 10. април 2016.      |
|        | 2.     | 12      | 12                 | 19. фебруар 2017.    | 7. мај 2017.         |
|        | 3.     | 12      | 12                 | 25. март 2018.       | 10. јун 2018.        |
|        | 4.     | 12      | 12                 | 17. март 2019.       | 9. јун 2019.         |
|        | 5.     | 12      | 7                  | 3. мај 2020.         | 14. јун 2020.        |
| 5      | 5.     | 12      | 5. септембар 2021. | 3. октобар 2021.     |                      |
|        | 6.     | 12      | 12                 | 23. јануар 2022.     | 10. април 2022.      |